# 四部分類法
四部分類法，是分類大部分中國古典典籍的方法，分經、史、子、集四类，这四类基本上囊括了中国古代的所有书籍。

## 历史
由劉向和劉歆編訂的《七略》是中國第一部官修目錄，奠定了中國目錄學的基礎。隨後又出現了由班固父子所著的《漢書.藝文志》，王儉的《七志》及劉歆的《七錄》等六分法目錄。六分法是指將圖書分成六類，並且另外加上一個總錄的圖書分類方法。魏晉南北朝是一個戰爭頻繁，政局動盪的年代，但圖書事業則由於文化發展而有所發展。當時不僅有外來的佛經譯書，在文史方面如五言詩、樂府詩、文學批評著作、起居注、地方誌和氏族譜等等，在數量上都有所增多，需要搜集整理。同時，史部書籍數量的增多，特別是私家傳的野史、地方誌、氏族譜等史籍的數量大增而兵書由於沒有怎麼增加，反而由於政局動盪已有部分失傳便造成了分類時數量上的不平衡（六藝略中的史籍數量超越了兵書略），再用原先的分類方法已經不合時宜，就這樣四部分類法逐漸形成。西晉秘書監荀勖在曹魏時期秘書郎鄭默整理編目所成的《中經》的基礎上，編著了一部新的典籍目錄——《中經新簿》(或作《晉中經簿》)。《中經新簿》將七略改為四部，甲部錄“經書”，以“十三經”為代表，乙部錄“子書”，相當於《諸子略》、《兵書略》、《數術略》、《方技略》，丙部收錄“史書”，而丁部收錄“詩賦”，如《詩賦略》。
東晉李充編《晉元帝四部書目》，進一步將史書改入乙部，子書改入丙部。此書也確立了將“甲乙丙丁”作為经史子集的排序，但尚未直接使用经史子集之名。清人錢大昕《元史·藝文志序》說：“晉荀勖撰《中經簿》，始分甲、乙、丙、丁四部，而子猶先于史。至李充為著作郎，重分四部：五經為甲部，諸子為乙部，史記為丙部，詩賦為丁部，而經、子、史、集之次始定。”
而四部分類法的正式確立，即首次使用經史子集分類的是唐初官修的《隋書.經籍志》（李延壽，敬播等人編著），这是正式以经史子集为类名的四部分类法中现存的第一部目录。它分经史子集4部，下分40细类，经史子集各部书籍六万九千五百七十余卷，译本书一千三百二十余册，释藏七千零八卷，书画图象等约二百余种；其外又有藝術志、道書志、書志、畫志、通爲八目。
此後歷代圖書目錄皆以經史子集為名，其中清乾隆時期由紀昀等百余位學者主編的《四庫全書總目》將四部分類發展到了一個新的高峰，成為了四部分類中的代表作品。清乾隆时曾由政府编纂四库全书，亦按照经史子集分类编辑。据文津阁藏本，四库全书收录古籍三千五百零三(3503)种、七万九千三百三十七(79337)卷、装订成三万六千余册。其中：
- 经：包括政教、纲常伦理、道德规范的教条，主要是儒家的典籍，有儒学十三经：《周易》《尚书》《周礼》《礼记》《仪礼》《诗经》《春秋左传》《春秋公羊传》《春秋谷梁传》《论语》《孝经》《尔雅》《孟子》。专门研究经类的学问，成为经学。分为易、书、诗、礼、春秋、孝经、五经总义、四书、乐、小学十类。
- 史：包括各种体裁的历史、地理和典章制度著作，分为正史、编年體、纪事本末體、别史、杂史、诏令及奏议、传记、史钞、载记、时令、地理、职官、政书、目录、史评十五类。
- 子：包括诸子百家及释道宗教著作，分为儒家、兵家、法家、农家、医家、天文算法、数術、艺术、诸录、杂家、类书、小说家、释家、道家十四类。
- 集：包括历代作家个人或多人的散文、骈文、诗、词、散曲等的集子和文学评论、戏曲等著作。分为楚辞、别集、总集、诗文评論、词曲五类。

清朝在编纂四库全书时曾将许多对清朝不利的书籍销毁，据统计为一万三千六百卷。焚书总数为15万册，并销毁版片170余种共计8万余块。除了焚毁书籍，清朝还命史官系统性的对明朝档案进行销毁。目前明代档案仅存三千余件，主要是天启、崇祯兩朝兵部档案，也有少量洪武至泰昌期間的官方文书。
而後西學入傳，學術內容，為之大變，以四部分類法，涵蓋西學科技，自有困難；但以西法為基礎之圖書分類法，整理國學典籍，亦頗多不合。故民國以來，舊籍編目，多沿用四部分類法；中华民国遷台之後，各圖書館董理善本，亦均採四分之例。現代治學研究，若能熟諳四部分類法，仍不失為一好方法。

## 经
| 易經                 | 《归藏》                                                     |
| 春秋                 | 《春秋》《公羊传》《谷梁传》《春秋繁露》《春秋經傳集解》     |
| 尚书                 | 《古文尚书》                                                 |
| 詩經                 | 《毛诗》《韩诗外传》                                         |
| 乐                   | 《乐经》《乐谱》《琴谱》                                     |
| 礼                   | 《仪礼》《礼记》《大戴礼记》《夏小正》《周禮》               |
| 五经总义、论语、尔雅 | 《尔雅》《广雅》《方言》《白虎通》《六艺论》                 |
| 孝经                 |                                                              |
| 经解                 | 《谥法》《白虎通义》                                         |
| 小学                 | 《急就章》《千字文》《说文》《字林》《玉篇》《声韵》《四声》 |
| 纬书                 | 《河图洛书》《河图》                                         |
| 孟子                 |                                                              |

## 史
| 正史     | 二十四史、史记三家注                                                                               |
| 紀事本末 | 《通鉴纪事本末》《三朝北盟會編》《左傳紀事本末》                                                   |
| 編年     | 《竹書紀年》《漢紀》《後漢紀》《資治通鑒》《稽古錄》                                               |
| 別史     | 《逸周書》《東觀漢記》《通志》《戰國策》                                                           |
| 雜史     | 《贞观政要》《蒙古源流》                                                                           |
| 政書     | 《通典》《文献通考》《大唐开元礼》                                                                 |
| 地理     | 《太平寰宇记》《水经注》《洛陽伽藍記》《大唐西域記》《徐霞客遊記》《東京夢華錄》《天下郡國利病書》 |
| 史評     | 《史通》《文史通義》《讀通鑑論》《資治通鑒綱目》《宋論》                                           |
| 傳記     | 《列女传》《唐才子傳》《歷代名臣奏議》《高士傳》《入蜀記》《晏子春秋》                             |
| 目錄     | 《崇文總目》《郡齋讀書志》《直齋書錄解題》                                                         |
| 載記     | 《吳越春秋》《华阳国志》《十六国春秋》                                                             |
| 時令     | 《欽定月令輯要》                                                                                   |
| 職官     | 《唐六典》、汉官六种                                                                               |
| 詔令奏議 | 《唐大詔令集》《兩漢詔令》《歷代名臣奏議》                                                         |
| 史鈔     | 《通鑑總類》                                                                                       |

## 子
| 儒家   | 《曾子》《新語》《鹽鐵論》《說苑》《西銘》《朱子語類》《孔子家語》     |
| 道家   | 《道德經》《文子》《鶡冠子》《列子》《莊子》《孫子》《廣成子》《老子》 |
| 法家   | 《管子》《商君書》《慎子》《韓非子》                                   |
| 墨家   | 《墨子》                                                               |
| 名家   | 《鄧析子》《尹文子》《人物志》                                         |
| 農家   | 《齊民要術》                                                           |
| 縱橫家 | 《捭闔策》                                                             |
| 雜家   | 《博物志》《古今注》《呂氏春秋》                                       |
| 小說家 | 《博物志》《太平廣記》《世說新語》 《山海經》                          |
| 醫家   | 《本草圖經》《本草綱目》《素問》《針灸甲乙經》《靈樞經》《脈經》       |
| 兵家   | 《孫子兵法》《六韜》《象經》                                           |
| 曆數   | 《四分曆》《九章算術》《孫子算經》                                     |
| 天文   | 《周髀》                                                               |
| 五行   |                                                                        |

## 集
| 文集 | 《楚辭》《昭明文選》《郁離子》           |
| 道經 | 《靈寶經》                               |
| 佛經 | 《阿含經》《四分律》《法華經》《華嚴經》 |